# Ficus caballina
Ficus caballina är en mullbärsväxtart som beskrevs av Paul Carpenter Standley. Ficus caballina ingår i släktet fikonsläktet, och familjen mullbärsväxter. Inga underarter finns listade i Catalogue of Life.